# Британська армія
Брита́нська армія (англ. British Army) — наземний компонент, найбільший за чисельністю вид Збройних сил Великої Британії, призначений для ведення активних бойових дій переважно на сухопутних театрах воєнних дій. Разом з Військово-морською службою Його Величності та Королівськими повітряними силами становлять кістяк регулярних Збройних сил Великої Британії, Британських заморських територій і Коронних володінь. Станом на 1 липня 2024 року британська армія налічувала 74 296 військовослужбовців, 4 244 гуркхів, 25 934 добровольців резерву та 4 612 осіб «іншого персоналу», загалом 109 086 осіб.
Сучасна британська армія веде свою історію з 1707 року, її попередниками були Англійська армія та Шотландська армія, створені в результаті Реставрації в 1660 році. Термін «британська армія» був прийнятий у 1707 році після Акту унії між Англією та Шотландією.. Особовий склад британської армії присягає на вірність монарху як своєму головнокомандувачу, але Білль про права 1689 року та Закон про вимоги прав 1689 року вимагають згоди парламенту, щоб Корона підтримувала постійну армію в мирний час. Тому парламент затверджує статус армії шляхом прийняття Закону про Збройні сили не рідше одного разу на п'ять років. Армією адміністративно керує Міністерство оборони, а безпосереднє керівництво підготовкою та застосуванням військ (сил) здійснює начальник Генерального штабу.
Британська армія, що складалася в основному з частин кавалерії та піхоти, спочатку була однією з двох складових Регулярних військ у складі британських збройних сил (тих частин британського війська, основною функцією яких є ведення сухопутної війни, на відміну від військово-морських сил), іншою складовою був Артилерійський військовий корпус (складався з Королівської артилерії, Королівських інженерів і Королівських саперів і мінерів) Ради озброєння, який разом із спочатку цивільним департаментом комісаріату, складами та відділами постачання, а також казармами та іншими установами і підрозділами були включені до британської армії, коли Раду озброєння було розформовано в 1855 році. Різноманітні інші цивільні департаменти правління Ради були включені до Воєнного офісу.
Протягом останніх трьох століть британська армія брала участь у значній кількості війн між державами світу, включаючи Семирічну, за незалежність США, Наполеонівські, Кримську, Першу та Другу світові війни. Перемоги Британії в більшості цих вирішальних воєн дозволили їй впливати на світові події та утвердитися як одна з провідних військових та економічних держав світу. Після закінчення Холодної війни британська армія була задіяна в ряді локальних конфліктів та війн, часто у формі експедиційних сил, коаліційних сил або в рамках миротворчої операції ООН.

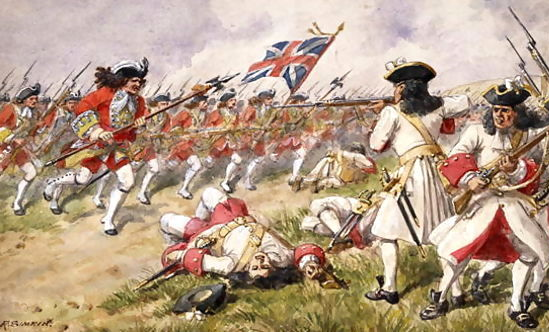
Британська піхота атакує французів у битві при Раміліз. 23 травня 1706

## Історія Британської армії

### Передумови
До Англійської громадянської війни 1642—1651 років в Англії ніколи не існувало постійної армії з кадровими офіцерами та професійним сержантським складом. Зазвичай функції захисту королівства покладалися на міліцію, організовану місцевими чиновниками за територіальним принципом або приватні військові сили, які мобілізовувалися на кошти знаті або набиралися у континентальній Європі за рахунок професійних найманців. Від пізнього Середньовіччя до Громадянської війни, коли раптом виникла проблема найму іноземних експедиційних сил, на кшталт тих, що англійський король Генріх V найняв у Франції та залучав до участі в битві під Азенкуром у жовтні 1415 року, професійна армія розгорталася лишень на час експедиції або походу.
У ході Англійської громадянської війни члени Довгого парламенту зрозуміли, що використання міліції графств, організованої в регіональні асоціації (такі як Східна асоціація), якими часто керують місцеві члени парламенту (як з Палати громад, так і з Палати лордів), попри тому, що вони були більш ніж здатні утримувати свої позиції в регіонах, які контролювали парламентарі («Круглоголові»), втім вони навряд чи виграли б у сухопутній війні. Тому англійський парламент ініціював два кроки вирішення проблеми. «Акт про самозречення» (англ. Self-denying Ordinance) забороняв членам парламенту (за помітним винятком Олівера Кромвеля, тодішній член парламенту та майбутній лорд-протектор) офіцерську службу в парламентській армії. Це створило відмінність між цивільними членами парламенту, які, як правило, були пресвітеріанами і примирялися з роялістами («кавалерами»), і корпусом професійних офіцерів, які, як правило, були незалежними (конгрегаціоналістами) в богослов'ї, яким вони підпорядковувалися. Другим кроком стало прийняття закону про створення армії під командуванням лорда-генерала Томаса Ферфакса, яка фінансувалася парламентом і незабаром стала відома як Армія нового зразка.
Хоча створення армії за новою моделлю виявилося переможним рішенням у війні, організована і політично активна Армія нового зразка продовжувала домінувати в політиці Міжцарів'я і до 1660 року користувалася загальною неприязню. Армія нового зразка була розпущена під час пізнішої реставрації монархії в 1660 році з приходом до влади короля Карла II. Протягом багатьох десятиліть випадки зловживання повноваженнями з боку Армії нового зразка за часів Протекторату/Співдружності під проводом Олівера Кромвеля використовувалися в пропагандистських цілях (такі історії й досі фігурують в ірландському фольклорі), а партія вігів відмовлялася дозволити постійній армії продовжувати користуватися узгодженими правами і привілеями після повернення короля. Закони про ополчення 1661 і 1662 років не дозволяли місцевій владі скликати ополченців і пригнічувати їхніх власних місцевих опонентів. Скликання ополчення було можливе лише за згодою короля та місцевої еліти..
Король Карл II та його «кавалери» / роялістські прихильники виступали за нову армію під королівським контролем, і одразу після Реставрації 1660—1661 рр. почали працювати над її створенням. Перші полки англійської армії, що фінансував Парламент, включаючи елементи розформованої Армії нового зразка, було сформовано між листопадом 1660 та січнем 1661 років. Вони стали кістяком постійної військової сили Англії. Королівська шотландська та ірландська армії фінансувалися парламентами Шотландії та Ірландії відповідно. Парламентський контроль був встановлений Біллем про права 1689 року та Законом про вимоги прав 1689 року, хоча монарх продовжував впливати на різні аспекти управління армією принаймні до кінця XIX століття.
Після Реставрації король Карл II зібрав разом чотири полки піхоти та кавалерії, назвавши їх своєю гвардією, і оплатив 122 000 фунтів стерлінгів зі свого загального бюджету. Ці формування стали основою постійної англійської армії. До 1685 року вона зросла до 7500 солдатів у маршових полках і 1400 осіб, які дислокувалися на постійній основі в гарнізонах. Повстання Монмута в 1685 році дозволило наступнику на троні, королю Якову II, збільшити сухопутні війська до 20 000 осіб. У 1678 році, коли Англія брала участь у завершальній стадії франко-голландської війни, чисельність англійської армії становила вже 37 000 військових. Після короткого періоду Славної революції Англія включилася у війну Великого Альянсу на континенті, перш за все, щоб запобігти можливому вторгненню на Британські острови французького католицького монарха, який міг відновить вигнаного Якова II (батька королеви Марії, який все ще був римо-католиком). Тому, в 1689 році Вільгельм III, щоб зміцнити свою та дружини владу над монархією, розширив нову англійську армію до 74 000 людей, а вже у 1694 році її чисельність зросла до 94 000. Парламент перебував у надзвичайно стурбованому стані і у 1697 році скоротив кадрові війська до 7 000 чоловіків. Шотландія та Ірландія теоретично мали окремі власні сухопутні війська, але неофіційно вони були об'єднані з англійськими силами Корони.
До моменту підписання Акту про Союз 1707 року багато полків англійської та шотландської армій перебували під одним оперативним командуванням і дислокувалися в Нідерландах, беручи участь у війні за іспанську спадщину. Хоча всі полки тепер стали частиною нової британської військової структури, вони залишалися під старою оперативно-командною структурою управління та зберігали більшу частину інституційного духу, звичаїв і традицій постійних армій, створених незабаром після Реставрації монархії 47 років тому.
Порядок старшинства найстарших лінійних полків британської армії базувався на порядках ранньої англійської армії. Хоча технічно Королівський шотландський піхотний полк був сформований у 1633 році і був найстарішим лінійним полком, шотландським та ірландським полкам було дозволено отримати звання в англійській армії лише в день їх прибуття до Англії (або з дати, коли вони вперше розпочали службу в англійському гарнізоні). У 1694 році була скликана рада генеральних офіцерів, щоб визначити ранги англійських, ірландських і шотландських полків, що служили на той час у Нідерландах. Полк, який став відомий як Шотландські сірі, був названий 4-м драгунським, оскільки до 1688 року, коли Шотландські сірі вперше були включені до англійської військової організації, вже існувало три англійські полки. У 1713 році, коли була скликана нова рада генеральних офіцерів для визначення рангу кількох полків, старшинство Шотландських сірих було переоцінено на основі їх вступу до Англії в червні 1685 року. У той час існував лише один англійський полк драгунів, і Шотландські сірі зрештою отримали в британській армії назву 2-й драгунський.

### У складі Британської імперії (1700—1914)
З 1700 року британська континентальна політика мала стримувати експансію конкуруючих держав, таких як Франція та Іспанія. Хоча Іспанія була домінуючою світовою державою протягом попередніх двох століть і головною загрозою раннім заокеанським колоніальним амбіціям Англії, її вплив тепер слабшав. Територіальні амбіції французів, однак, призвели до війни за іспанську спадщину і пізніше до Наполеонівських війн.
Попри усталеній для англійців парадигми, що саме Королівський флот вважається життєво важливішим для затвердження та підтримання моці Британської імперії, британська армія відіграла важливу роль у формуванні колоній, протекторатів і домініонів в Америці, Африці, Азії, Індії та Австралазії. Британські солдати захоплювали стратегічно важливі об'єкти та території, армія брала участь у війнах за захист кордонів імперії, внутрішню безпеку та підтримку дружніх урядів і володарів. Серед цих подій були Французька та індіанська війна / Семирічна війна, війна за незалежність США, Наполеонівські війни, Перша та Друга опіумні війни, Боксерське повстання, війни в Новій Зеландії, прикордонні війни в Австралії, повстання сипаїв 1857 року, перша та друга англо-бурські війни, протидія феніанським набігам, війна за незалежність Ірландії, інтервенції в Афганістан (з метою збереження буферної держави між Британською Індією та Російською імперією) та Кримської війни (щоб утримувати Російську імперію на півночі від Чорного моря на безпечній відстані, підтримуючи Османську імперію). Як і англійська армія, британська армія воювала проти королівств Іспанії, Франції (включаючи Першу Французьку імперію) і Нідерландів (Голландська республіка) за панування в Північній Америці та Вест-Індії. За допомогою тубільців, провінціальних та колоніальних сил армія Великої Британії завоювала Нову Францію під час франко-індіанської війни (північноамериканський театр), паралельно беручи участь у Семирічній війні в Європі, та придушила навколо Великих озер повстання корінних індіанців Північної Америки у війні Понтіака. Британська армія зазнала поразки у війні за незалежність США, втративши тринадцять колоній, але зберігши Канаду та Приморські провінції, як і в Британській Північній Америці, включаючи Бермудські Острови (на той час частина колонії Вірджинія, яка на початку протистояння дуже симпатизувала американським повстанцям у колоніях на першому етапі війни).

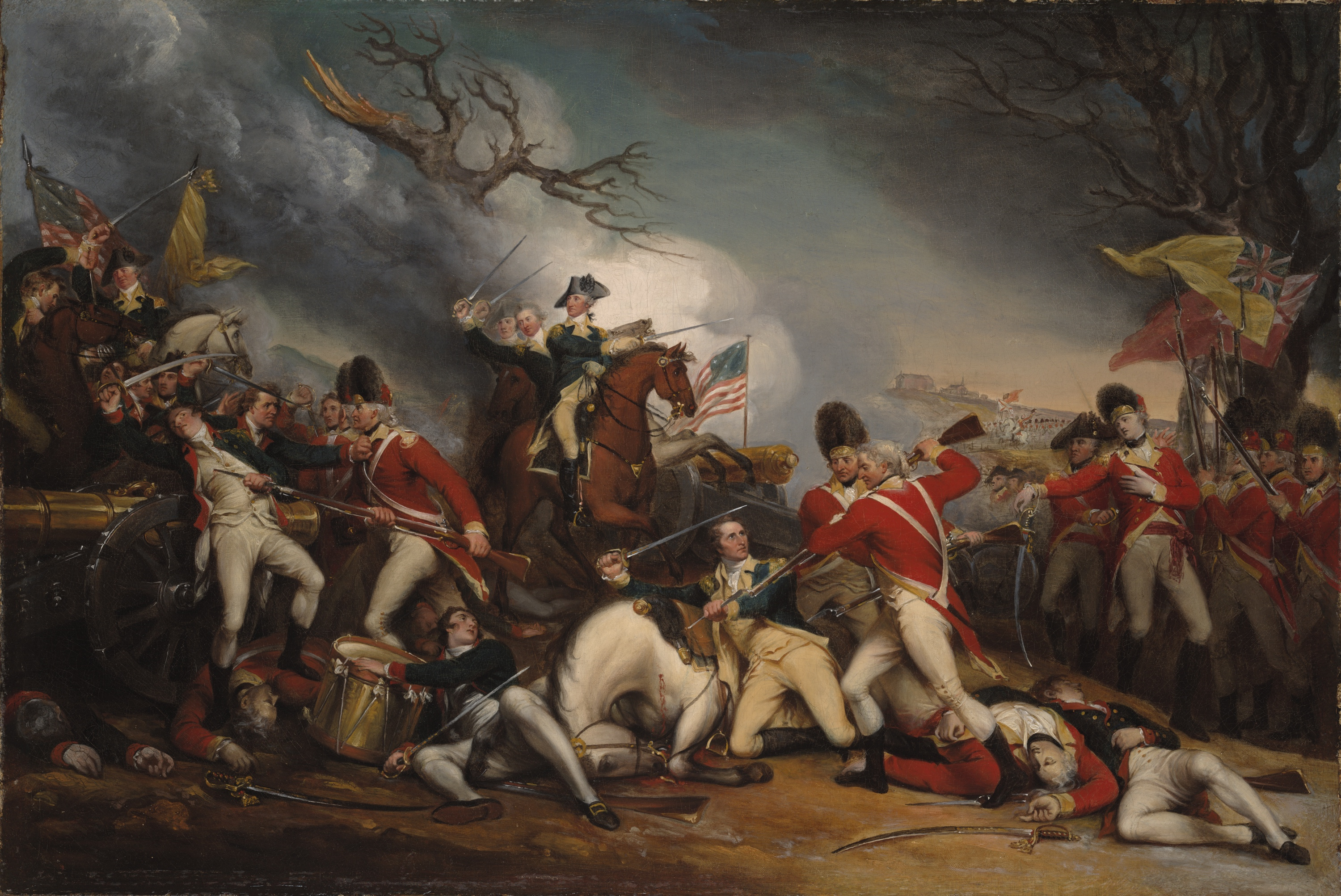
Битва між британськими та американськими військами біля Принстона. 3 січня 1777

Галіфакс у Новій Шотландії та Бермудські острови мали стати імперськими фортецями (хоча Бермудські Острови, будучи безпечнішими від атак з моря та недосягнені для атак з суші, швидко стали для імперії найважливішими володіннями в Британській Північній Америці), разом із Мальтою та Гібралтаром, забезпечуючи бази у східній Атлантиці та Середземному морі для флотів Королівського флоту для контролю над океанами та торговими шляхами, а також базування потужних гарнізонів британської армії як для захисту баз, так і для забезпечення готовності мобільних військових сил для проведення амфібійних операцій у своїх регіонах.
Британська армія брала найактивнішу участь у Наполеонівських війнах, беручи участь у низці кампаній у Європі (включаючи безперервне ведення бойових дій у Піренейській війні), Карибському басейні, Північній Африці та Північній Америці. Війна між Британією та Першою французькою імперією Наполеона Бонапарта розтягнулася по всьому світу; на піку у 1813 році регулярна армія Британської імперії налічувала в строю понад 250 000 військових. Коаліція англо-голландської та прусської армій під керівництвом герцога Веллінгтона та прусського фельдмаршала фон Блюхера остаточно перемогла Наполеона під Ватерлоо в 1815 році.
Англійці постійно брали політичну та військову участь в Ірландії. Кампанія англійського республіканського протектора Олівера Кромвеля передбачала безкомпромісне ставлення до ірландських міст (особливо Дроеда та Вексфорд), які підтримували роялістів під час громадянської війни в Англії. Англійська армія (і в подальшому британська армія) залишилися в Ірландії головним чином для придушення ірландських повстань або заворушень. На додаток до конфлікту з ірландськими націоналістами, вона зіткнулася з перспективою протистояння з англо-ірландцями та ольстерськими шотландцями в Ірландії, які були обурені несприятливим оподаткуванням ірландської продукції, яка імпортувалася до Британії. Разом з іншими ірландськими рухами вони зібрали армію добровольців і погрожували наслідувати прикладу американських колоністів, якщо їхні умови не будуть виконані. Базуючись на своєму досвіді в Америці, британський уряд шукав політичного рішення. Британська армія воювала проти ірландських повстанців — протестантів і католиків — головним чином в Ольстері та Ленстері (Об'єднані ірландці Волфа Тона) під час повстання 1798 року.

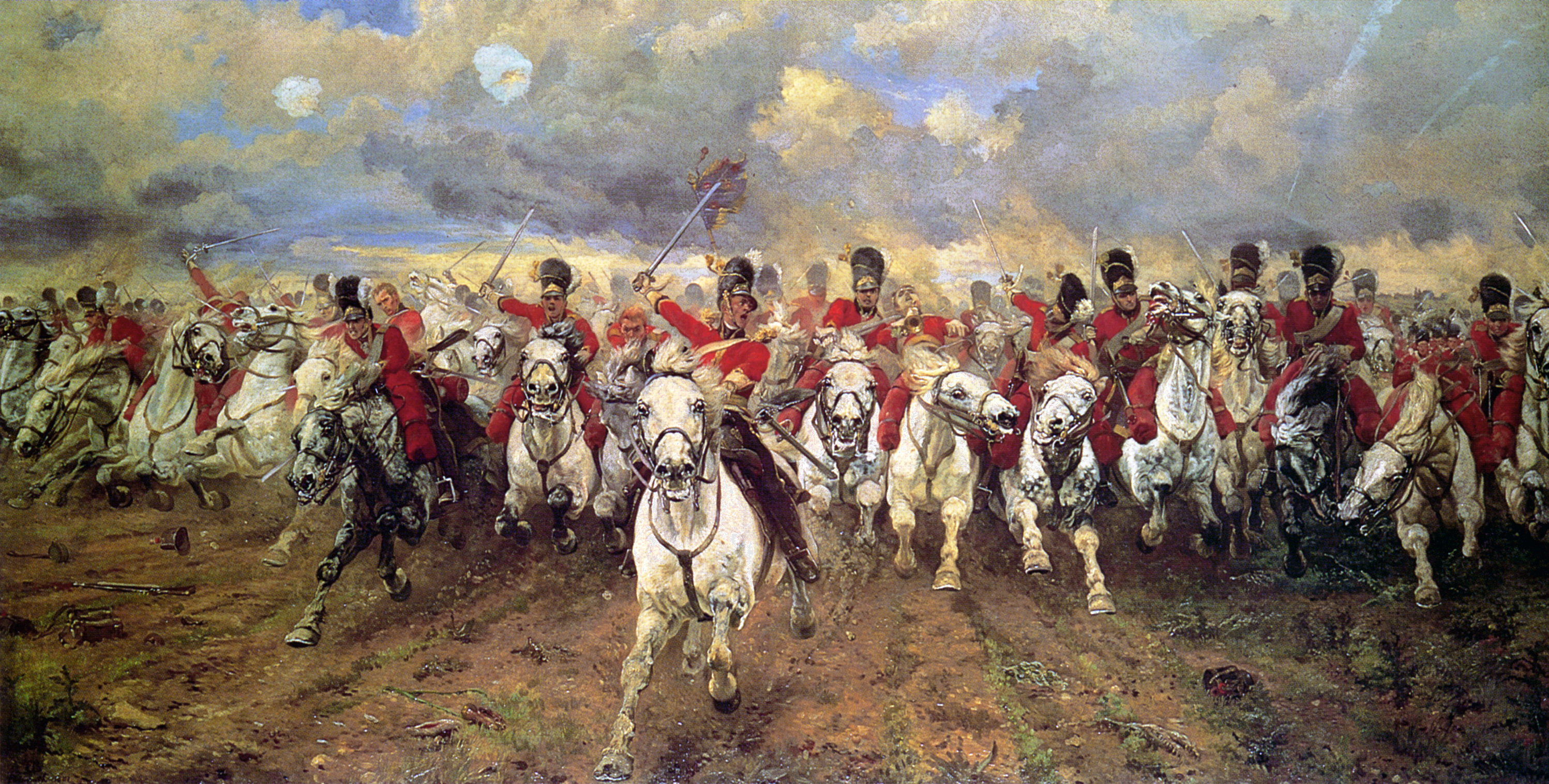
Шотландія навіки! Атака британської важкої кавалерії в битві при Ватерлоо під час наполеонівських війн. 18 червня 1815 (Елізабет Томпсон, 1881)

На додаток до битв з арміями інших європейських імперій (і її колишніх колоній, Сполучених Штатів, у американській війні 1812 року), британська армія воювала з Китаєм у Першій і Другій опіумних війнах і під час придушення Боксерського повстання, з корінним населенням Нової Зеландії — племенами маорі в першій Новозеландській війні, в Індії — з повстанцями під час повстання сипаїв 1857 року, бурами в Південній Африці в Першій і Другій бурських війнах, в Канаді з ірландськими феніанцями під час відсічі їхніх набігів та ірландськими сепаратистами в англо-ірландській війні. Зростаючі виклики для імперської експансії Британії та невідповідність і неефективність недофінансованої британської армії, міліції, артилерійського військового корпусу, йоменів та добровольчих сил після Наполеонівських війн спонукали до ініціювання серії реформ, особливо на фоні низки невдач британців у Кримській війні.
Натхненний успіхами в реформуванні прусської армії (яка покладалася на короткостроковий призов усіх придатних молодих чоловіків, щоб підтримувати великий резерв нещодавно звільнених солдатів, готових бути відкликаними в разі війни, щоб за найкоротші терміни привести невелику регулярну армію мирного часу до потужної армії воєнного часу), у 1859 році державний секретар з питань війни Сідні Герберт створив Регулярний резерв британської армії, який у 1867 році був реорганізований відповідно до Закону про резервні сили. До цього солдата зазвичай зараховували до лав британської армії на 21 рік військової служби, після чого (якщо він спромігся прожити стільки) він звільнявся як пенсіонер. Пенсіонерів іноді все ще брали на гарнізонну службу, як і молодших солдатів, яких вже не вважали придатними до експедиційної служби, і зазвичай організовували в інвалідні частини або повертали до пунктів постійної дислокації полків для служби вдома. Витрати на виплату пенсіонерам та зобов'язання уряду продовжувати працевлаштовувати інвалідів, а також солдатів, яких їхні командири вважали непридатними для їхніх підрозділів, спонукали до зміни цієї системи. Тривалий період військової служби також знеохотив багатьох потенційних новобранців. Внаслідок цього призов на тривалу службу було замінено на призов на коротку службу, причому непридатним солдатам не дозволялося знову поступати на військову службу після завершення першого терміну їхньої служби. Чисельність армії також сильно коливалася, збільшуючись у воєнний час і різко скорочуючись з настанням миру. Батальйонам, які відправлялися до гарнізонів для служби за кордоном, було дозволено збільшити їхній звичайний штат мирного часу, що призвело до того, що вони мали надлишок людей після повернення на базу. Отже, солдати, які вербувалися на короткий термін, мали можливість служити кілька років у складі бойових сил, а решту — у регулярному резерві, залишаючись в готовності до призову й подальшої служби, якщо це буде потрібно. Крім інших переваг, це дозволило британській армії мати підготовлений резерв нещодавно навчених людей, щоб використовувати їх у кризовій ситуації. Поява регулярного резерву (який деякий час поділялася на перший і другий класи) призвела до плутанини з резервними силами, що існували раніше, коли військові служили неповний робочий день, а також місцевими силами самооборони, що вважалися допоміжними силами британській армії (або регулярним силам), але спочатку не входили до її складу: йомени, міліція (або конституційні сили) і добровольчі формування. Тому їх також називали допоміжними або місцевими силами.

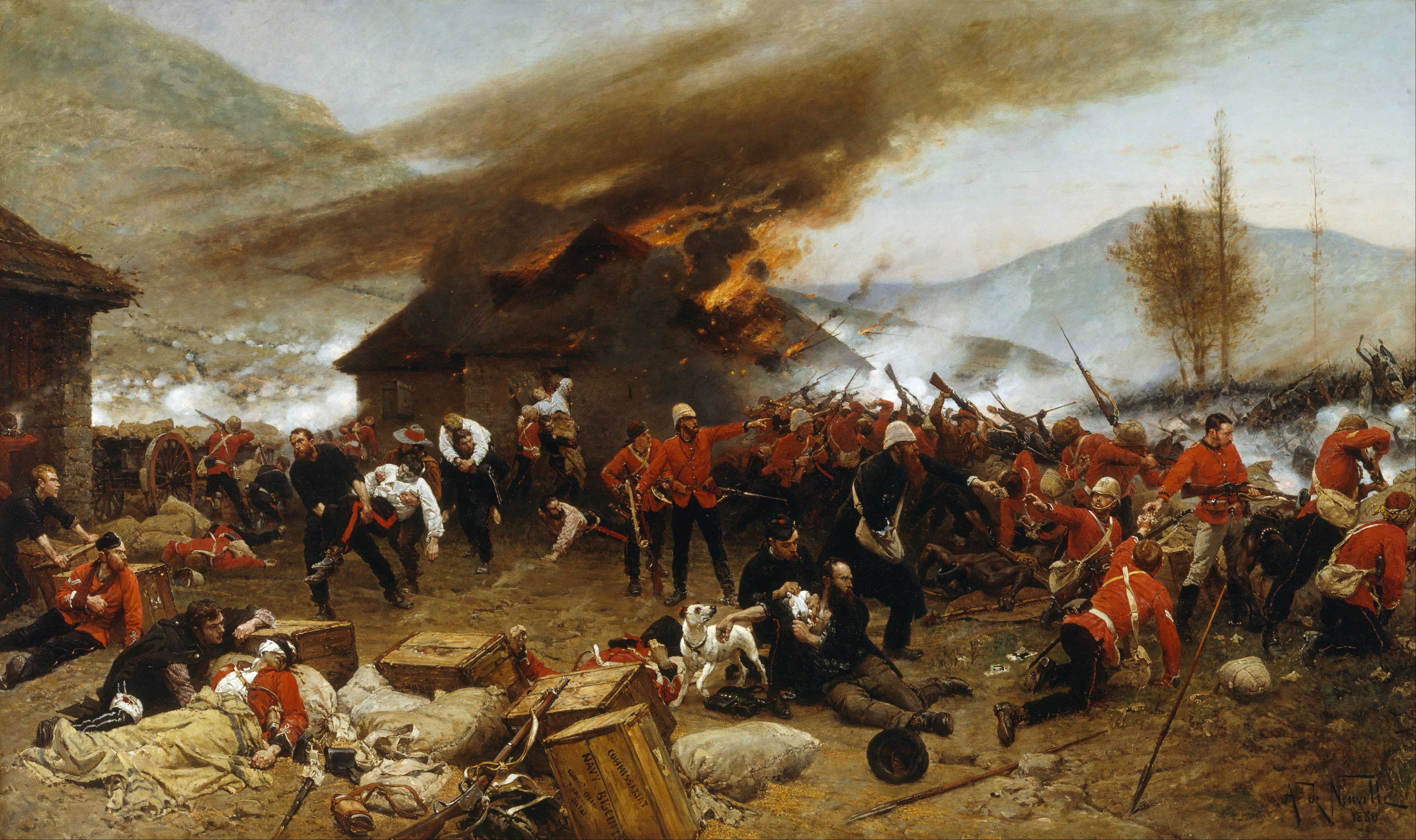
Британська армія в битві при Роркс-Дрифт. 22—23 січня 1879

В результаті проведених наприкінці XIX століття реформ Кардвелла і Чайлдерса британська армія набула сучасного на той час стану, значно підвищила свої інституційні та бойові спроможності. Паралельно була переформована її полкова система. Реформи Голдейна 1907 року створили Територіальні сили як добровольчий резервний компонент армії, об'єднавши та реорганізувавши Добровольчі сили, міліцію та Йоменів.

### Британська армія в XX столітті
Протягом XX століття Великій Британії довелося протистояти іншим великим державам, насамперед Німецькій імперії та нацистській Німеччині. Століттям раніше вона змагалася з наполеонівською Францією за світову першість, а природними союзниками Ганноверської Британії були королівства та князівства Північної Німеччини. До середини XIX століття Британія та Франція були союзниками в запобіганні зазіханням Російської імперії на землі Османської імперії, хоча страх перед французьким вторгненням призвів незабаром після цього до створення Добровольчих сил. До першого десятиліття XX століття Велика Британія була в союзі з Францією (Антанта) і Росією (яка мала таємну угоду з Францією про взаємну підтримку у війні проти Німецької імперії та Австро-Угорщини).
Коли в серпні 1914 року спалахнула Перша світова війна, британська армія направила до Франції та Бельгії Британські експедиційні сили (BEF), що складалися переважно з регулярних армійських військ. Поступово маневрений характер початкової фази війни перетворився на запеклі позиційні, «окопні» бойові дії, що тривали протягом переважної більшості війни. У 1915 році армія створила Середземноморський експедиційний корпус для вторгнення в Османську імперію через Галліполі, намагаючись захопити Константинополь і забезпечити морський шлях до Росії.

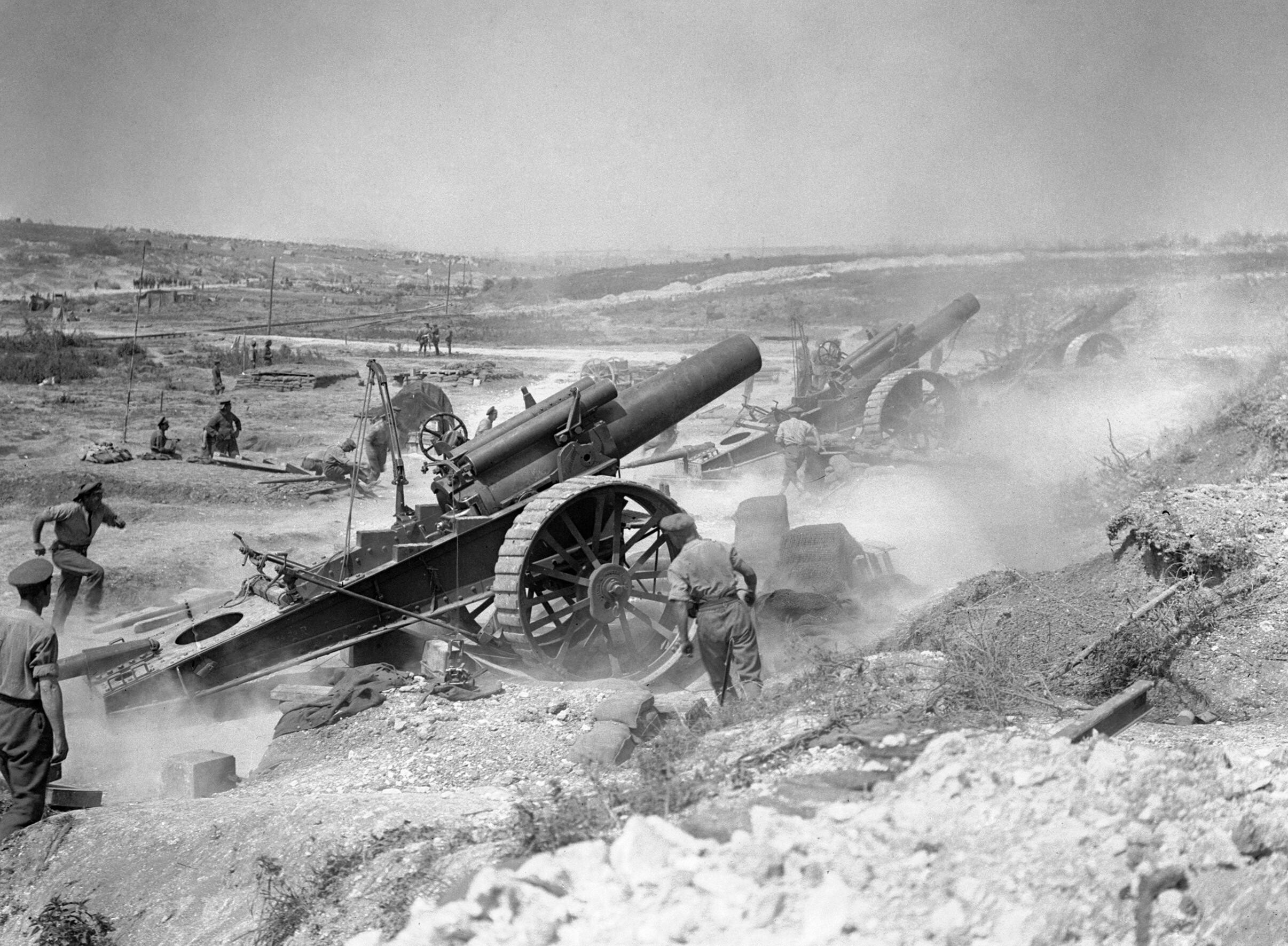
Британська важка артилерія в битві на Соммі. Серпень 1916

Перша світова війна стала найруйнівнішою в британській військовій історії, у ній загинуло майже 800 000 британців і більше двох мільйонів було поранено. На початку війни BEF був практично знищений і замінений спочатку добровольцями, а потім призовниками. Основні битви включали битви на Соммі та Пашендейле. Удосконалення технологій, вдосконалення форм, методів, процесів і матеріалів їх застосування в різних галузях, що відбувалося за роки війни значною мірою вплинуло на природу протистояння. Деякі з них навіть застали супротивників зненацька, як-то хімічна зброя, вогнемети, танки, далекобійні артилерійські системи, а також дирижаблі, бомбардувальники та підводні човни. Британська армія була ініціатором зародження нового роду сухопутних військ — танкових і першою у світі створила регулярну танкову частину — Королівський танковий полк. Також британська армія досягла чималого прогресу у застосуванні літаків і сприяла створенню Королівського льотного корпусу, що грало вирішальне значення в майбутніх боях. Окопна війна домінувала в стратегії Західного фронту протягом більшої частини війни, а використання хімічної зброї (особливо отруйних газів) додавало спустошення.
У вересні 1939 року вторгненням німецьких і радянських військ до Польщі почалася Друга світова війна. Британські зобов'язання полякам спонукали Британську імперію оголосити війну Німеччині. Як і під час Першої світової війни, відносно невеликий Британський експедиційний корпус був відправлений до Франції, але потім поспішно евакуйований з Дюнкерка, коли в травні 1940 року німецькі війська потужним котком стрімко прокотилися через Нижні країни та Францію, вщент розгромивши союзні армії.

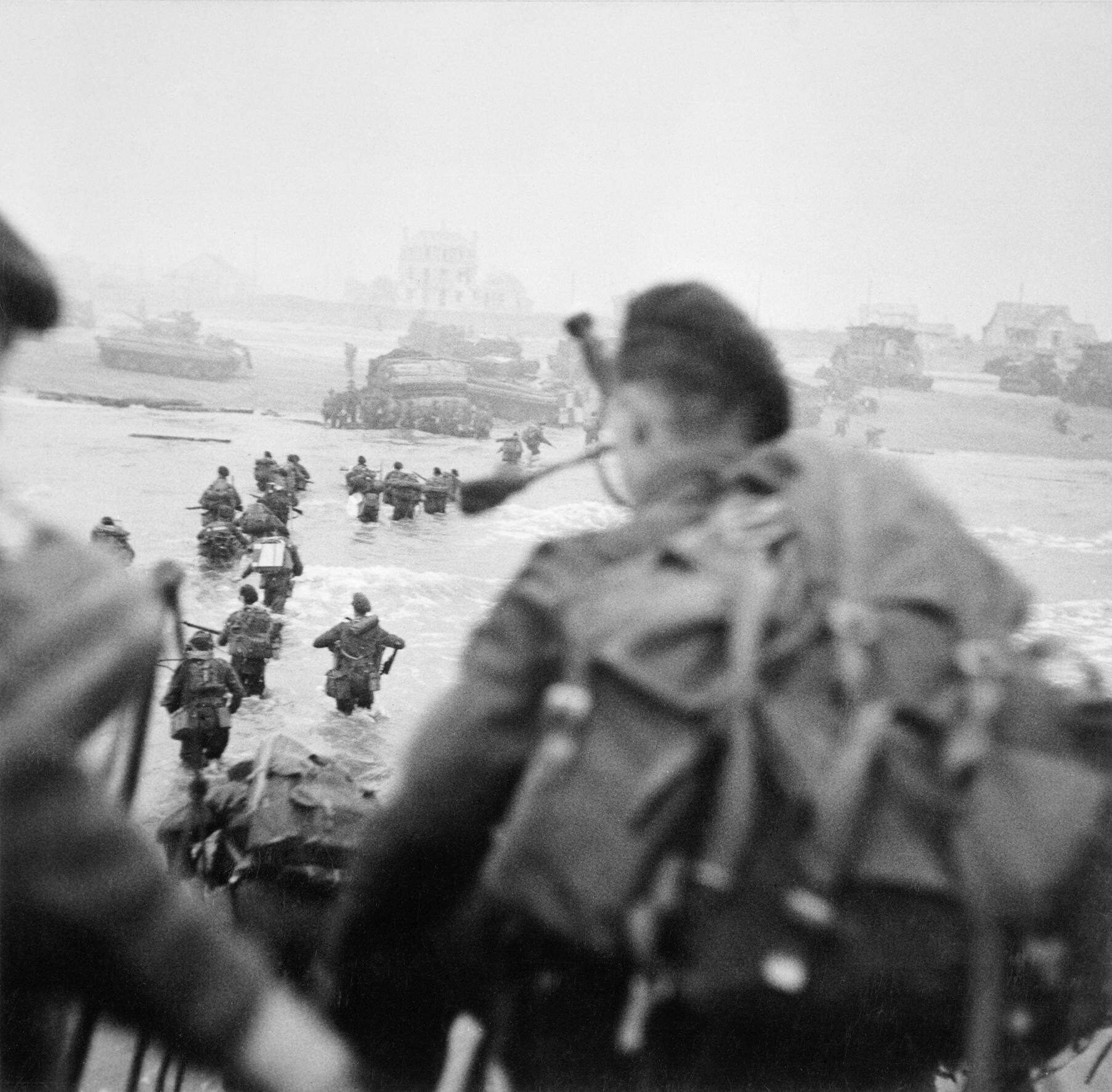
Висадка 1-ї бригади командос на плацдарм «Сорд». 6 червня 1944

Після того як британська армія оговталася від своїх попередніх поразок, вона перемогла німців та італійців у другій битві при Ель-Аламейні в Північній Африці в 1942—1943 роках і допомогла вигнати їх з Африки. Потім вона за допомогою сил США, Канади, Австралії, Нової Зеландії, Індії та Вільної Франції висадилася на Сицилії і згодом в Італії, де вела активні бойові дії. 6 червня британські сухопутні війська стали головним організатором і учасником вторгнення в Нормандію у день Д; майже половину солдатів союзників, що залучалися до вторгнення на континент, становили британці. На Далекому Сході британська армія виступила проти японців у Бірманській кампанії та відновила британські колоніальні володіння на Далекому Сході.

### Постколоніальна епоха (1945—2000)
Після Другої світової війни британська армія була значно скорочена, хоча національна служба тривала до 1960 року. У цей період почалася деколонізація з поділу та здобуття незалежності Індії та Пакистану, а потім здобуття незалежності британськими колоніями в Африці та Азії.
Попри це британська армія була головним учасником воєнних дій у Кореї на початку 1950-х років і в Суеці в 1956 році. Втім, глобальна роль Британії у цей період у світових подіях значно зменшилася. Британська Рейнська армія, що складалася з I корпусу, залишилася в Німеччині як оплот проти радянського вторгнення. Холодна війна відбувалася зі значним технологічним прогресом у військовій справі, і армія бачила введення нових систем озброєнь. Незважаючи на занепад Британської імперії, армія залучалася до конфліктів в Адені, Індонезії, на Кіпрі, в Кенії та Малаї. У 1982 році британська армія та Королівська морська піхота допомогли звільнити Фолклендські Острови під час конфлікту з Аргентиною після вторгнення цієї країни на британську територію.
Протягом трьох десятиліть, після 1969 року, армія брала активну участь в операції «Баннер» у Північній Ірландії, підтримуючи Королівську поліцейську службу Ольстера (пізніше поліцейську службу Північної Ірландії) у конфлікті з республіканськими воєнізованими формуваннями. У 1992 році було сформовано набраний на місцевому рівні Ольстерський полк оборони, який у 1992 році перетворився на батальйони домашньої служби Королівського ірландського полку, а у 2006 році був розформований. Понад 700 солдатів загинули. Після припинення вогню ІРА в 1994—1996 роках і з 1997 року демілітаризація стала частиною мирного процесу, а військова присутність британських регулярних військ була скорочена. 25 червня 2007 року 2-й батальйон королівського полку принцеси Уельської залишив військовий комплекс у Бесбруку, графство Арма
Опівночі 31 липня 2007 року, після 38 років безперервного протистояння, операція «Баннер», найдовша в історії британської армії, завершилася. З 300 000 військовослужбовців, які служили в Північній Ірландії з 1969 року, було вбито 763 британських військовослужбовців і 306 осіб, переважно цивільних, було вбито британськими військовими. Приблизно 100 солдатів покінчили життя самогубством під час «Лихоліття» або незабаром після неї, і така ж кількість загинула внаслідок нещасних випадків. Загалом 6116 людей було поранено.

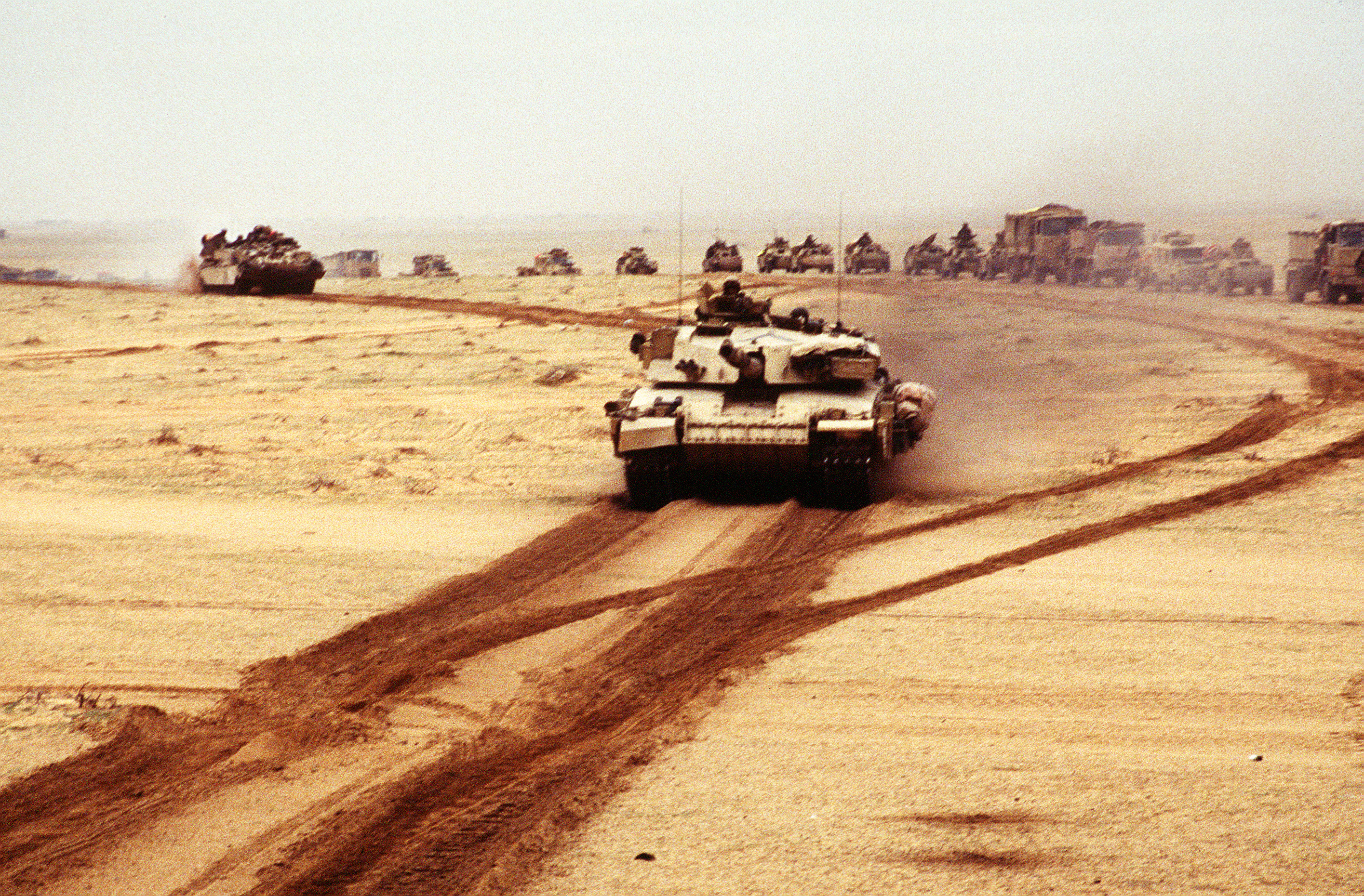
Британські танки Challenger 1 1-ї дивізії в ході боїв в Іраку. 28 лютого 1991

50 000 військових британської армії діяли у складі міжнародної коаліції, яка воювала з Іраком у війні в Перській затоці, а британські війська контролювали Кувейт після його звільнення. 47 британських військовослужбовців загинули під час війни.
У 1992 році армія була розгорнута в колишній Югославії, де палала війна. Спочатку вона була частиною Охоронних сил ООН, а в 1995 році її командування було передано Силам втілення (IFOR), а потім Силам стабілізації в Боснії та Герцеговині (СФОР); чисельність зросла до понад 10 000 військових. У 1999 році британські сили під командуванням СФОР були направлені в Косово, а контингент збільшився до 19 000 військовослужбовців. З початку 1993 року до червня 2010 року 72 британських військових загинули під час операцій у країнах колишньої Югославії Боснії, Косово та Македонії.

#### Війна в Афганістані
У листопаді 2001 року в ході операції «Нескорена свобода» на чолі зі Сполученими Штатами, Велика Британія ввела до Афганістану свої війська для повалення Талібану в рамках операції «Геррік». 3-тя дивізія була направлена до Кабула для допомоги у звільненні столиці та розгрому сил Талібану в горах. З 2006 року британська армія почала зосереджуватися на боротьбі з силами Талібану та забезпеченні безпеки в провінції Гільменд, де на піку близько 9500 британських військовослужбовців (включаючи морську піхоту, льотчиків і моряків) були розгорнуті — це була друга за чисельністю військова сила після американської. У грудні 2012 року прем'єр-міністр Девід Камерон оголосив, що бойова місія завершиться в 2014 році і кількість військ поступово скорочуватиметься, оскільки Афганська національна армія перебрала на себе основний тягар бойових дій. З 2001 року по 26 квітня 2014 року під час операцій в Афганістані загинули 453 британських військових. 26 жовтня 2014 року операція «Геррік» завершилася передачею табору «Бастіон», але британська армія зберегла дислокацію в Афганістані в рамках операції «Торал».

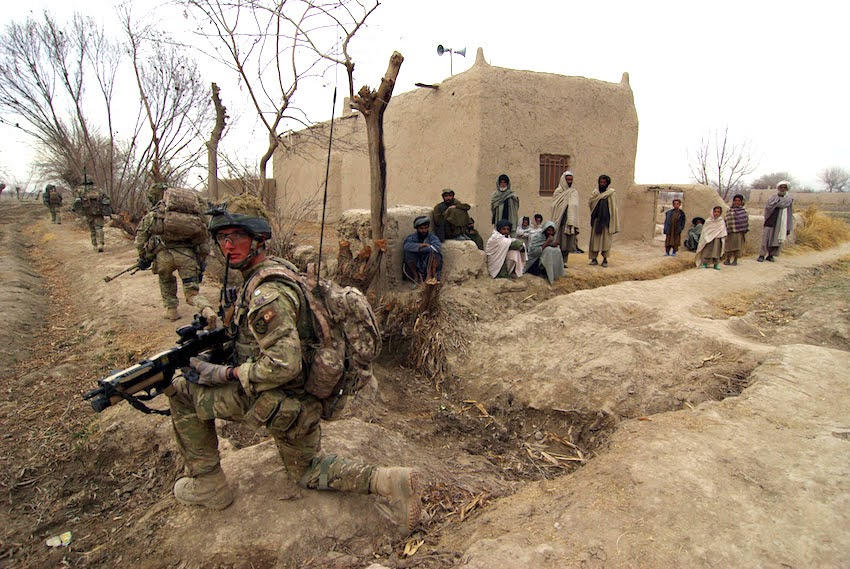
Британські десантники під час війни в Афганістані. 29 липня 2011

Після оголошення урядом США про завершення своїх операцій в Афганістані Міністерство оборони оголосило у квітні 2021 року, що британські війська остаточно виведуть з країни до 11 вересня 2021 року. Пізніше було повідомлено, що всі британські війська будуть виведені на початку липня. Після розпаду афганської армії та завершення виведення цивільного населення всі британські війська вийшли з Афганістану до кінця серпня 2021 року.

#### Війна в Іраку
У 2003 році Велика Британія здійснила значний внесок у вторгнення до Іраку, надіславши контингент чисельністю понад 46 000 військовослужбовців. Британська армія контролювала південь Іраку та виконувала миротворчу місію в Басрі. Усі британські війська були виведені з Іраку до 30 квітня 2009 року після того, як уряд Іраку відмовився продовжити їхній мандат. 179 британських військовослужбовців загинули під час операцій в Іраку. В 2014 році британські збройні сили повернулися до Іраку в рамках операції «Шейдер» з протидії Ісламській державі (ІДІЛ).

#### Участь в інших конфліктах
Британська армія має постійне зобов'язання підтримувати цивільну владу за певних обставин, як правило, або в особливих можливостях (наприклад, при вилученні вибухових речовин), або в загальній підтримці цивільної влади, коли її можливості перевищені. Останніми роками це сталося в контексті протидії спалаху ящуру у Великій Британії у 2001 році, страйку пожежників у 2002 році, широкомасштабних повеней у 2005, 2007, 2009, 2013 та 2014 роках, операції «Темперер» після вибуху на Манчестер Арені у 2017 році та в операції «Рескрипт» під час пандемії COVID-19.
З 2016 року британська армія зберігає присутність у країнах Балтії на підтримку стратегії розширеної присутності передових сил НАТО, яка була відповіддю на анексію Криму Росією в 2014 році. Британська армія очолює багатонаціональну бойову групу бронетехніки в Естонії в рамках операції «Кабріт» і надає війська до іншої військової бойової групи в Польщі. У рамках планів НАТО Британія зобов'язала повну механізовану бригаду перебувати у стані високої готовності для захисту Естонії.
У період з 2015 по 2022 рік британська армія розгорнула в Україні короткострокові навчальні групи в рамках операції «Орбіталь» для допомоги у підготовці Збройних сил України у відсічі подальшої російської агресії. У липні 2022 року цю операцію замінила операція «Інтерфлекс».

## Сучасна британська армія
В 1960-х роках британська армія повністю перейшла на комплектування добровольцями. Штатна британська армія відома як Регулярна армія, а з моменту створення резервних територіальних сил неповного службового часу у 1908 році, ці сили були перейменовано на Армійський резерв у 2014 році. У липні 2020 року у строю регулярних військ британської армії лічилося трохи більше 78 800 військових при штатній чисельності у 82 000 осіб, і трохи більше 30 000 армійських резервістів при штатній чисельності 30 000 людей. Усі колишні військовослужбовці регулярної армії також можуть бути відкликані до служби за виняткових обставин протягом 6 років після завершення їхньої регулярної служби, що створює додаткові сили, відомі як регулярний резерв.
У наведеній нижче таблиці наведено цифри особового складу британської армії з 1710 по 2024 рік.
| Чисельність британської армії | Чисельність британської армії | Чисельність британської армії | Чисельність британської армії | Чисельність британської армії | Чисельність британської армії | Чисельність британської армії | Чисельність британської армії | Чисельність британської армії | Чисельність британської армії |
| ----------------------------- | ----------------------------- | ----------------------------- | ----------------------------- | ----------------------------- | ----------------------------- | ----------------------------- | ----------------------------- | ----------------------------- | ----------------------------- |
| (1707–1810)                   | (1707–1810)                   |                               | (1810–1921)                   | (1810–1921)                   |                               | (1930– Present)               | (1930– Present)               | (1930– Present)               | (1930– Present)               |
| Рік                           | Регулярна армія               | Рік                           | Регулярна армія               | Рік                           | Регулярна армія               | Резерв Армії                  | Загалом:                      |                               |                               |
| 1710                          | 68000                         | 1820                          | 93000                         | 1930                          | 188000                        |                               | —                             |                               |                               |
| 1720                          | 20000                         | 1830                          | 89000                         | 1945                          | 2930000                       | Included in Regular           | 3120000                       |                               |                               |
| 1730                          | 17000                         | 1838                          | 89000                         | 1950                          | 364000                        | 83000                         | 447000                        |                               |                               |
| 1740                          | 46000                         | 1840                          | 94000                         | 1960                          | 258000                        | 120000                        | 387000                        |                               |                               |
| 1750                          | 79000                         | 1850                          | 99000                         | 1970                          | 174000                        | 80000                         | 256000                        |                               |                               |
| 1760                          | 65000                         | 1860                          | 236000                        | 1980                          | 159000                        | 63000                         | 222000                        |                               |                               |
| 1770                          | 24000                         | 1870                          | 185000                        | 1990                          | 153000                        | 73000                         | 226000                        |                               |                               |
| 1780                          | 35000                         | 1880                          | 165000                        | 2000                          | 110000                        | 45000                         | 155000                        |                               |                               |
| 1790                          | 53000                         | 1890                          | 210000                        | 2010                          | 109000                        | 29000                         | 142000                        |                               |                               |
| 1800                          | 200000                        | 1900                          | 302000                        | 2020                          | 79000                         | 30000                         | 116000                        |                               |                               |
| 1810                          | 281000                        | 1918                          | 3838000                       | 2024                          | 75000                         | 26000                         | 110000                        |                               |                               |

## Озброєння Британської армії

### Піхотна зброя
Основною зброєю британської армії є штурмова гвинтівка L85A2 або L85A3 калібру 5,56 мм, а деякі спеціалісти використовують варіант карабіна L22A2 (пілоти та деякі члени екіпажу танків). Зброя традиційно оснащувалася або прицільними пристосуваннями, або оптичним SUSAT, хоча існують інші варіанти прицілів. Зброю можна додатково вдосконалити, використовуючи планку Пікатінні з насадками, такими як підствольний гранатомет L17A2. У 2023 році армійська бригада спеціальних операцій, до складу якої входить полк рейнджерів, почала використовувати L403A1, гвинтівку типу AR, яку також використовували Королівські морські піхотинці.
Деякі солдати озброєні снайперською гвинтівкою L129A1 калібру 7,62 мм, яка у 2018 році офіційно замінила легку зброю підтримки L86A2. Вогневу підтримку забезпечує єдиний кулемет L7 (GPMG), а вогонь з непрямої наводки ведеться з 81-мм мінометів L16. Снайперські гвинтівки включають 7,62-мм L118A1, L115A3 і AW50F, усі виготовлені Accuracy International. Британська армія використовує Glock 17 в ролі персональної зброї.
Протитанкова керована зброя включає переносні протитанкові ракетні комплекси «Джавелін», які прийшли на заміну «Мілан», а також NLAW.

### Бронетанкова техніка
Основним бойовим танком британської армії є Challenger 2, який модернізується до Challenger 3. На полі бою він підтримується гусеничною броньованою машиною «Ворріор» як основною бойовою машиною піхоти (яка незабаром буде замінена бойовою броньованою машиною «Боксер» 8x8) і бронетранспортером «Бульдог». Легкоброньовані підрозділи часто використовують Supacat «Шакал» MWMIK і тактичну машину підтримки «Койот» для розвідки та вогневої підтримки.

### Артилерія
На озброєнні британської армії перебуває три основні артилерійські системи: реактивна система залпового вогню М270, 155-мм САУ AS-90 і 105-мм буксирувана легка гармата L118/L119. РСЗВ, вперше застосована в операції «Гренбі», має стандартну дальність стрільби 85 кілометрів, а з PrSM — до 500 км. AS-90 — має дальність стрільби 24 кілометри. Легка гармата L118 зазвичай буксирується всюдиходом Пінцґауер. Для ідентифікації артилерійських цілей армія використовує радар TAIPAN і артилерійська звукова розвідка. Для протиповітряної оборони використовується зенітний ракетний комплекс протиповітряної оборони Sky Sabre, який у 2021 році замінив «Рапіру». Також на озброєнні перебуває переносний зенітний ракетний комплекс малої дальності Starstreak HVM, що запускається одним солдатом або з пускової установки Stormer HVM, встановленої на транспортному засобі.

### Інші транспортні засоби
Там, де броня не потрібна або мобільність і швидкість є перевагою, британська армія використовує захищені патрульні машини, такі як варіант Panther Iveco LMV, Foxhound і варіанти родини Cougar (наприклад, Ridgeback, Husky та Mastiff). Для повсякденних комунальних робіт армія зазвичай використовує Land Rover Wolf, який базується на Land Rover Defender.

### Інженерна техніка
До спеціалізованих інженерних машин належать роботи-знищувачі бомб, такі як T7 та сучасні варіанти AVRE, зокрема танковий мостоукладач «Титан» AVLB, броньована інженерна машина «Троян», броньований екскаватор «Тер'єр». У повсякденній роботі використовується низка допоміжних транспортних засобів, у тому числі шести-, дев'яти- та п'ятнадцятитонні вантажівки MAN, транспортери важкого обладнання «Ошкош» (HET), автоцистерни ближнього супроводу, квадроцикли та машини швидкої допомоги. Тактичний зв'язок використовує засоби радіозв'язку «Бауман», а оперативний або стратегічний зв'язок контролюється Королівським корпусом зв'язку.

## Прапори

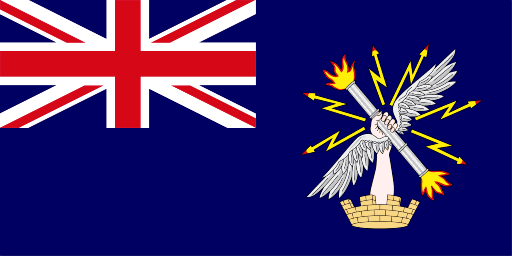

### Армійська авіація
Армійський авіаційний корпус забезпечує безпосередню авіаційну підтримку дій наземних компонентів, а Королівські ПС надають вертольоти підтримки. Основним ударним вертольотом є AH-64E Apache, який замінив AgustaWestland Apache AH-1 у протитанковій, протиповітряній обороні та іншій обороні. AgustaWestland AW159 Wildcat — це спеціальний гелікоптер для розвідки, спостереження, захоплення цілей і розвідки (ISTAR). Eurocopter AS 365N Dauphin використовується для авіації спеціальних операцій, насамперед для боротьби з тероризмом, у Великій Британії. Армія використовує два типи безпілотних літальних апаратів для спостереження: маленький «Хоук III» і більший WK450, який буде знятий з експлуатації в березні 2025 року.

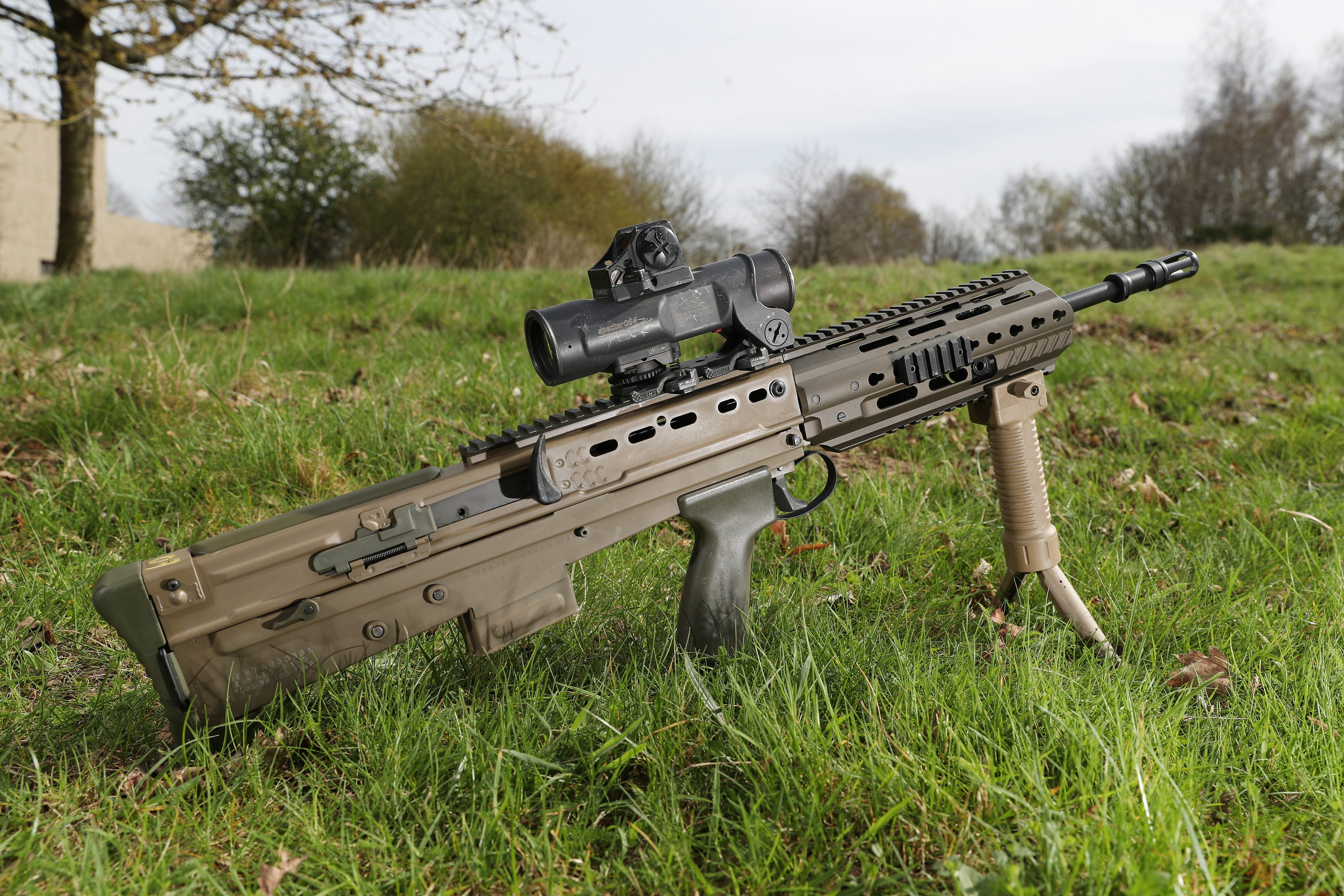
L85A3
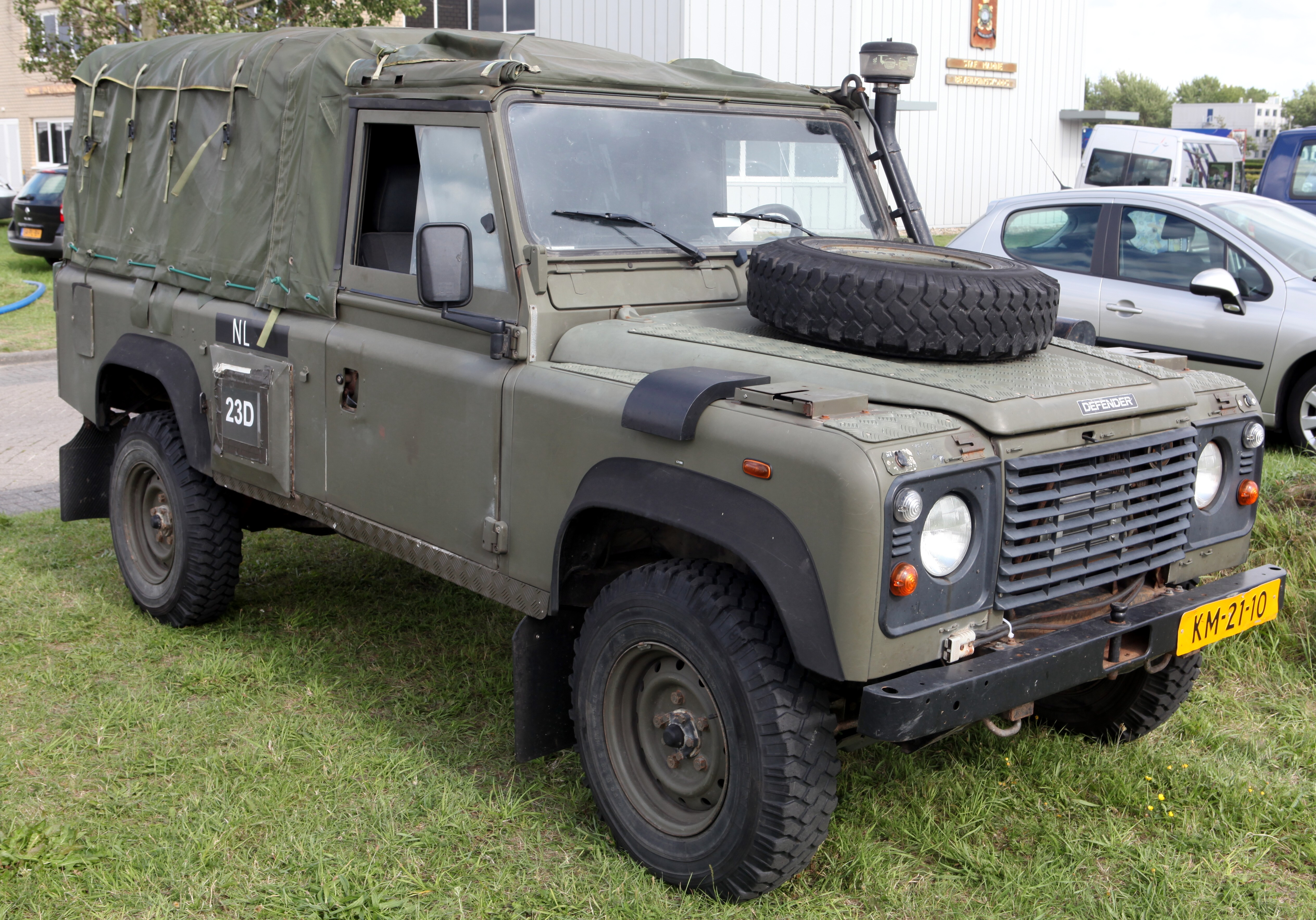
Land Rover Wolf
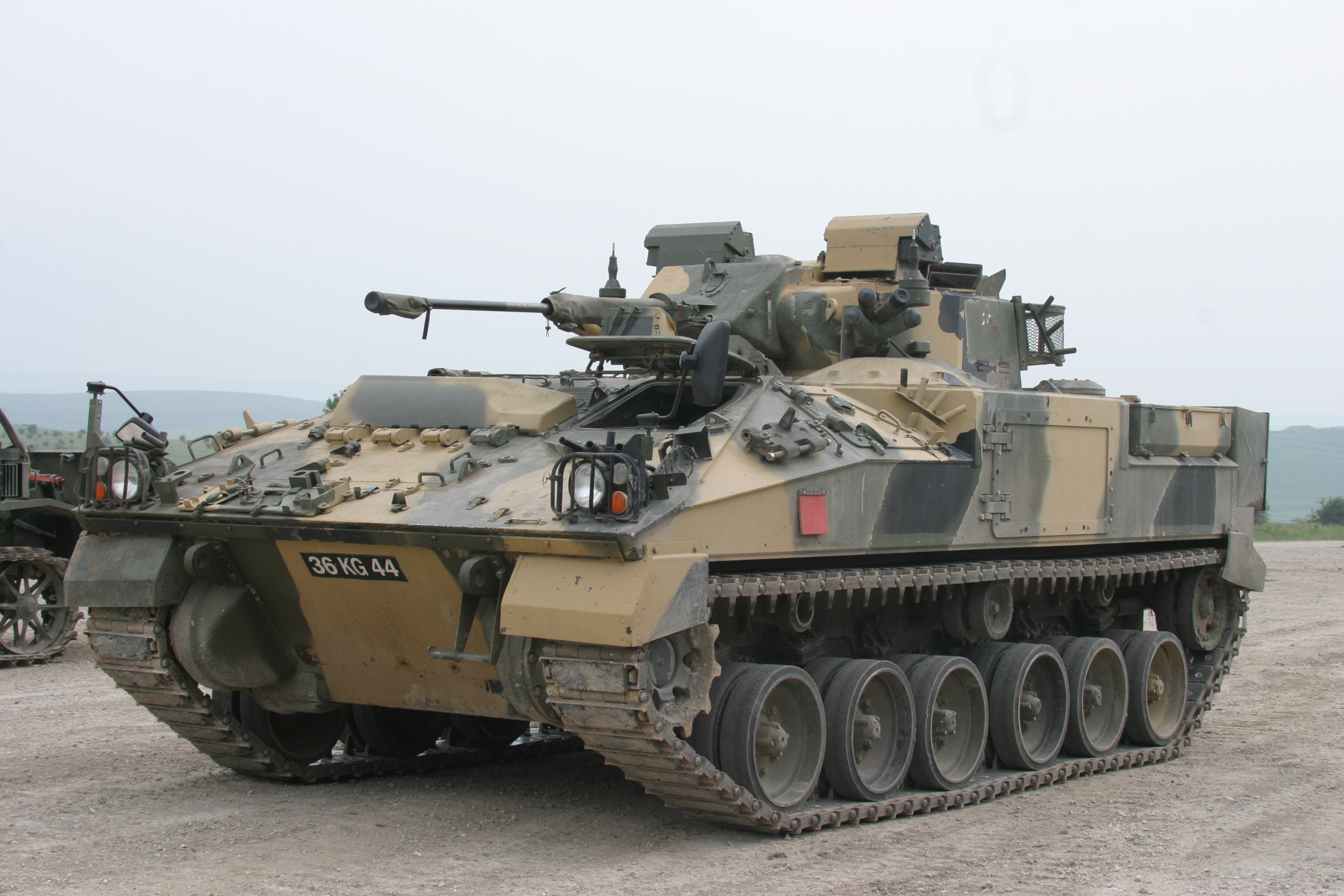
«Ворріор»
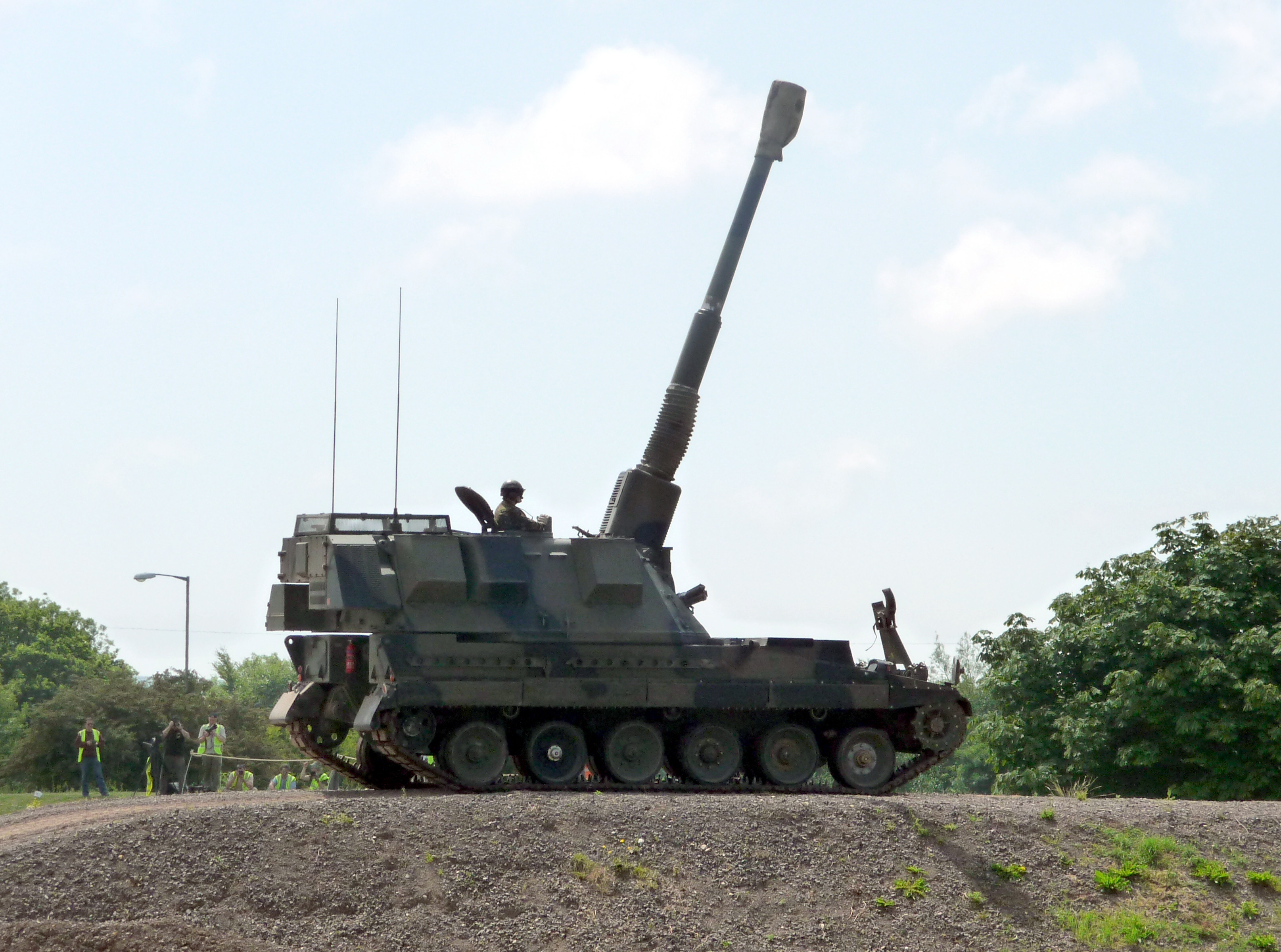
AS-90
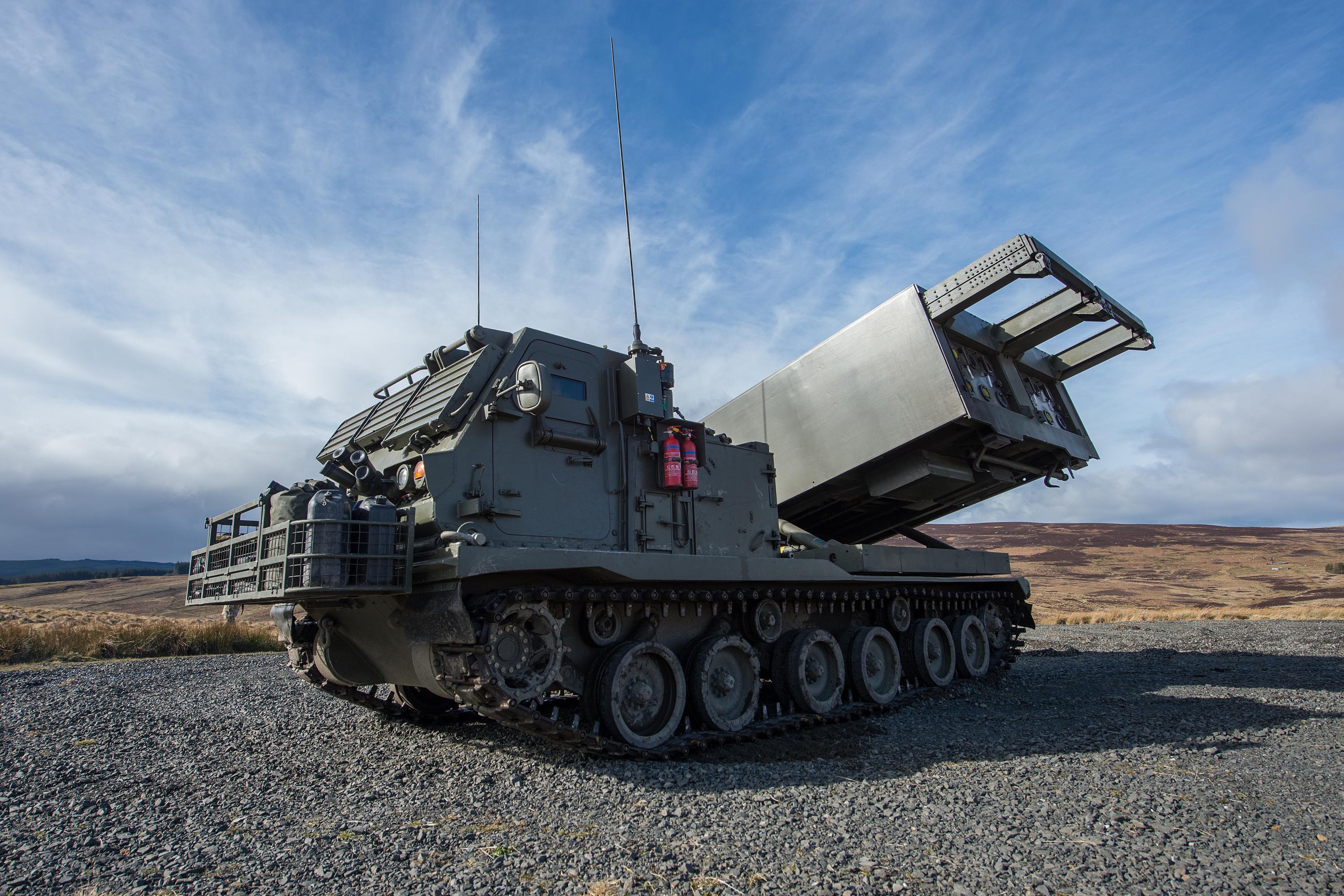
М270
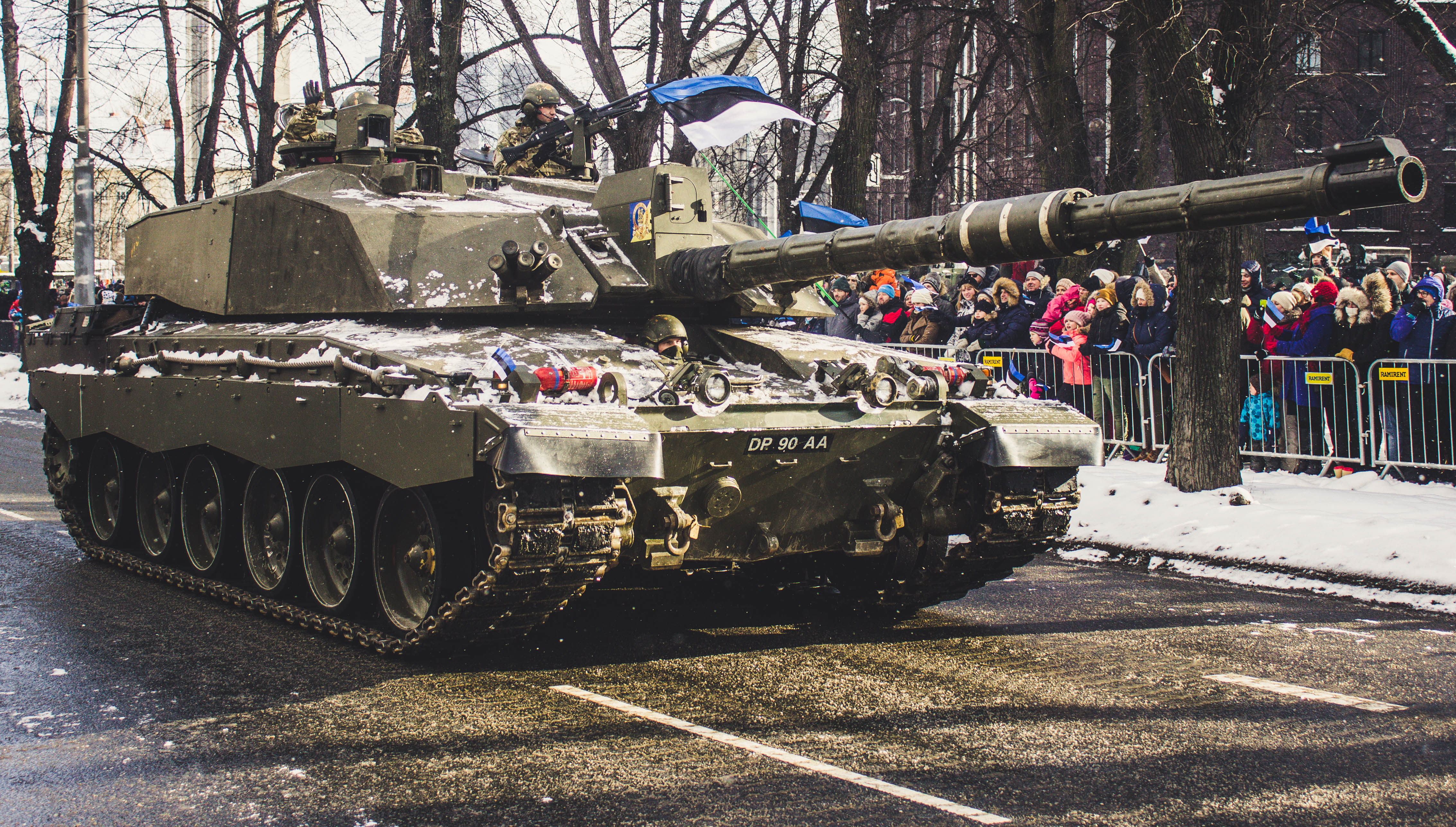
Challenger 2
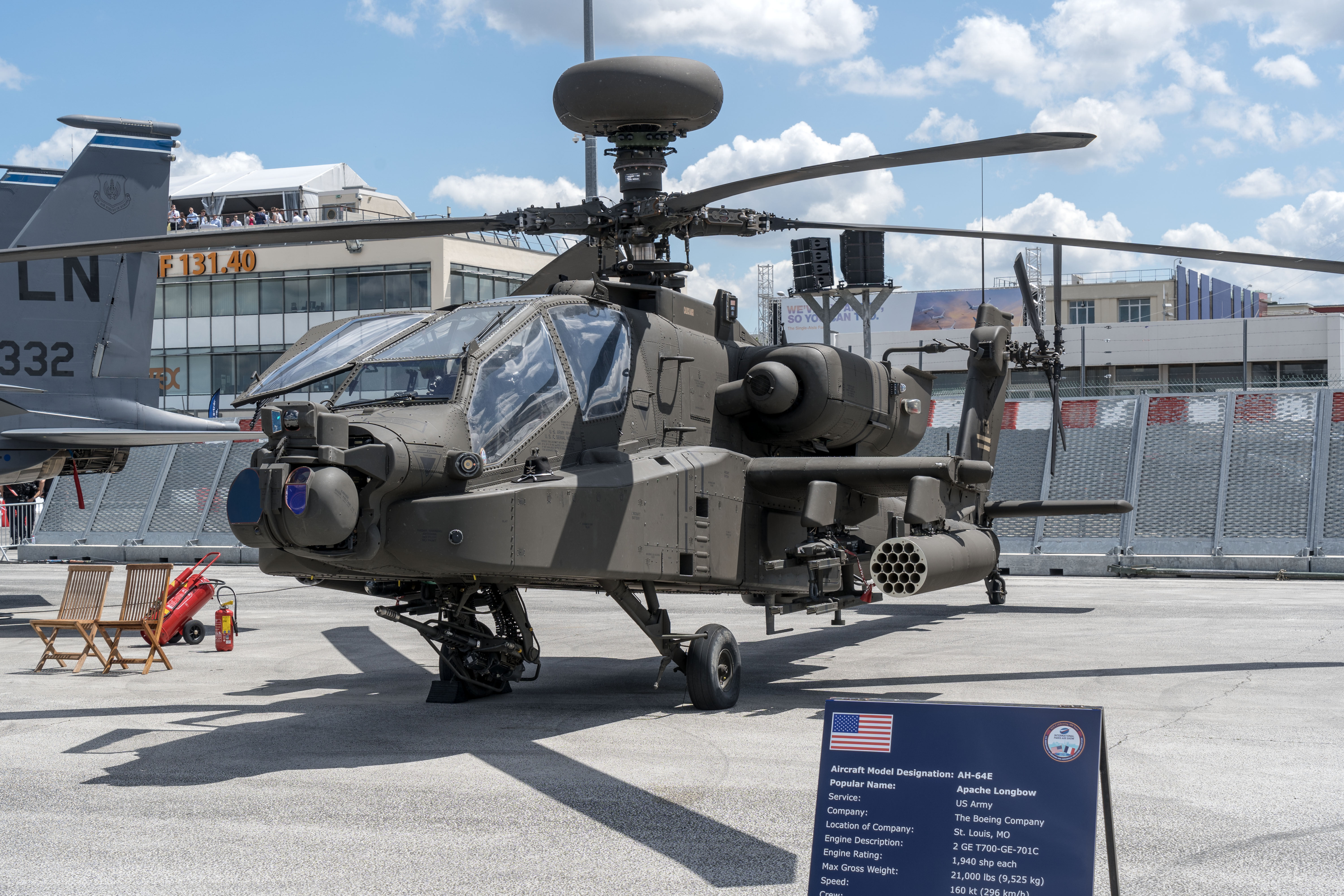
Apache AH64-E

## Військові звання
|                 | Оригінал                | Переклад                    | Знаки розрізнення      |
| --------------- | ----------------------- | --------------------------- | ---------------------- |
| Маршали         | Field Marshal           | Фельдмаршал                 |                        |
| Генерали        | General                 | Генерал                     |                        |
| Генерали        | Lieutenant-General      | Генерал-лейтенант           |                        |
| Генерали        | Major-General           | Генерал-майор               |                        |
| Старші офіцери  | Brigadier               | Бригадир                    |                        |
| Старші офіцери  | Colonel                 | Полковник                   |                        |
| Старші офіцери  | Lieutenant-Colonel      | Підполковник                |                        |
| Старші офіцери  | Major                   | Майор                       |                        |
| Молодші офіцери | Captain                 | Капітан                     |                        |
| Молодші офіцери | Lieutenant              | Лейтенант                   |                        |
| Молодші офіцери | Second Lieutenant       | Другий лейтенант            |                        |
| Кадети          | Officer Cadet           | Кадет офіцерського училища  |                        |
| Ворент-офіцери  | Warrant Officer Class 1 | Ворент-офіцер першого класу |                        |
| Ворент-офіцери  | Warrant Officer Class 2 | Ворент-офіцер другого класу |                        |
| Сержанти        | Staff Sergeant          | Штаб-сержант                |                        |
| Сержанти        | Sergeant                | Сержант                     |                        |
| Рядові          | Corporal                | Капрал                      |                        |
| Рядові          | Lance Corporal          | Молодший капрал             |                        |
| Рядові          | Private                 | Рядовий                     | Без знаків розрізнення |